# Beauchêne, Orne
Beauchêne är en kommun i departementet Orne i regionen Normandie i nordvästra Frankrike. Kommunen ligger i kantonen Tinchebray som tillhör arrondissementet Argentan. År 2018 hade Beauchêne 249 invånare.

## Befolkningsutveckling
Antalet invånare i kommunen Beauchêne
| Referens: INSEE |